# هورنی دوماسلاویتسه
هورنی دوماسلاویتسه (به چکی: Horní Domaslavice) یک منطقهٔ مسکونی در جمهوری چک است که در ناحیه فریدک-میستک واقع شده‌است. هورنی دوماسلاویتسه ۵٫۰۵ کیلومتر مربع مساحت و ۶۸۱ نفر جمعیت دارد و ۳۲۰ متر بالاتر از سطح دریا واقع شده‌است.